# 十島村役場
座標: 北緯31度35分35.61秒 東経130度33分38秒 / 北緯31.5932250度 東経130.56056度
十島村役場（としまむらやくば）は、日本の地方公共団体である鹿児島県鹿児島郡十島村の執行機関としての事務を行う施設（事務所）である。
本庁舎は鹿児島市泉町に設置されており、日本の町村の事務所としては数少ない、地方公共団体の区域外に設置されている地方公共団体の事務所の一つである。

## 概要

### 前史
大隅諸島と奄美群島の中間点に連なるトカラ列島（下七島）を区域とする十島村は、大隅諸島に属する屋久島の北西部に点在する上三島と共に薩摩国川辺郡に属し「川辺郡十島」と称されていた。川辺郡十島は廃藩置県で鹿児島県の所属となったが、離島が点在し運輸・通信の円滑な実施が困難であることから「町村制ヲ施行セサル島嶼指定ノ件」に基づき町村は設置されず、奄美大島の金久支庁（現在の大島支庁）が管轄することとなった。1897年には所属の郡が旧薩摩国川辺郡より旧大隅国大島郡へ変更となった後、1908年4月1日に島嶼町村制の施行でようやく上三島と下七島を区域とする大島郡十島村を設置する。

### 日本国へ復帰と十島村の設置
村役場は中之島に置かれたが、1945年の太平洋戦争終結後に連合国軍総司令部は北緯30度線以南の接収を宣言し、1946年2月2日を以てトカラ列島は奄美群島と共にアメリカ合衆国の施政権下に置かれることとなった。この結果、十島村は日本に帰属する上三島とアメリカ施政権下の下七島で分断されることとなり、日本に残された上三島は十島村からの分村手続きに入るが、1952年2月4日に下七島は奄美群島（1953年12月25日返還）に先立って日本へ返還された。これに伴い、先に分村手続きを進めていた三島村と同じ2月10日に下七島を区域とする十島村をあらたに設置する。

### 中之島から鹿児島市への移転とその後
分村した三島村が当初から村外の鹿児島市に村役場を置いているのに対し、十島村は日本へ返還された後も村内の中之島に事務所を置いていたが、1956年（昭和31年）4月1日には鹿児島市への船での移動に時間がかかることやそれまで設置していた鹿児島出張所の規模が大きくなり、村役場の職員の大部分が鹿児島出張所勤務であり旅費や滞在費が村の総予算の1割を超すようになったこと、村議会は鹿児島出張所で開催されていたことを理由として三島村と同様、村の区域外の鹿児島市泉町17番1号へ移転した。
1958年（昭和33年）11月1日には鹿児島市易居町11番1号、その後易居町10番16号、泉町6番7号、1965年（昭和40年）9月に鹿児島市泉町13番13号などを転々とし、1980年（昭和55年）12月に現在の位置である泉町14番15号に新庁舎を落成し移転した。
1973年には三島村・十島村とも揃って大島支庁の管轄を離れ、鹿児島県企画部離島振興課の直轄地域となったことに伴い所属の郡が大島郡から鹿児島郡へ変更された。
事務所が村内に無いことで村の職員は大半が鹿児島市に居住しており村に税収が入らないことや、村職員が村民の要望を直に聞く機会が逸失しているなどの問題点も指摘されており、村に属する島で最大の人口を有しかつて事務所を置いていた中之島を候補地として役場を再移転する案なども出されているが具体化には至っていない。2003年に実施された村民アンケートでは「鹿児島が便利なので今のまま」53.5％・「自分の島以外なら鹿児島のまま」10.8%・「どこの島でも移転に賛成」20.8%で、過半数の村民が村の区域外の鹿児島市に事務所が在る現状を支持していると言う結果であった。

## 所在地
- 十島村役場本庁舎

鹿児島市泉町14番15号
本庁舎前には2022年（令和4年）より村制施行・日本復帰70周年記念碑が設置されており、前面のボタンを押すと村歌「十島のうた」が演奏されるようになっている。

### 出張所・センター
- 十島開発総合センター

鹿児島郡十島村中之島145番地
- 中之島出張所[注釈 3]

鹿児島郡十島村中之島17番地
- 口之島出張所

鹿児島郡十島村口之島19番地
- 平島出張所

鹿児島郡十島村平島293番地
- 諏訪之瀬島出張所

鹿児島郡十島村諏訪之瀬島279番地
- 悪石島出張所

鹿児島郡十島村悪石島108番地
- 小宝島出張所

鹿児島郡十島村小宝島4番地19
- 宝島出張所

鹿児島郡十島村宝島923番地

## 繰り上げ投票
事務所が村の区域外に在り選挙管理委員会の所在地も事務所と同一であることから、村内で執行する選挙は村に属する各島から鹿児島市にある十島村役場へフェリーとしまで投票箱を運搬する為の時間を考慮し、定例的に通常の期日より3日早い繰り上げ投票が行われる。この措置は三島村及び、三島村に近接する口永良部島（熊毛郡屋久島町）でも同様に実施される。